# Shaquille Leonard
Darius Leonard (Nichols, Carolina del Sur, Estados Unidos; 27 de julio de 1995) es un jugador profesional de fútbol americano. Juega en la posición de linebacker y actualmente es agente libre en la National Football League (NFL).

## Biografía
Leonard asistió a la preparatoria Lake View High School en Lake View, Carolina del Sur, donde practicó fútbol americano. Al finalizar la preparatoria, no fue evaluado por Rivals.com por su bajo perfil y no recibió ofertas por parte de la Universidad de Clemson.

## Carrera

### Universidad
Asistió a la Universidad Estatal de Carolina del Sur donde jugó con los South Carolina State Bulldogs desde 2014 hasta 2017. En su primer año, registró 86 tacleadas, incluyendo 14 tacleadas para pérdida de yardas, cinco capturas (sacks) y dos balones sueltos forzados. En su segundo año, registró 70 tacleadas, cinco capturas y dos intercepciones, por lo que fue nombrado al primer equipo All-MEAC. En 2016, fue nombrado coomo el Jugador Defensivo del Año de la conferencia MEAC luego de registrar 124 tacleadas, 3.5 capturas, dos intercpciones y cuatro balones sueltos forzados; mientras que en 2017 recibió nuevamente dicho reconociiento al terminar la temporada con 113 tacleadas, 8.5 capturas, dos intercepciones y un balón suelto forzado.

### NFL

#### Indianapolis Colts
Leonard fue seleccionado por los Indianapolis Colts en la segunda ronda (puesto 36) del Draft de la NFL de 2018. El 23 de julio de 2018, Leonard firmó un contrato por cuatro años y $7.25 millones que incluía $4.16 millones garantizados y un bono por firmar de $3.35 millones.
El entrenador en jefe Frank Reich nombró a Leonard como uno de los linebacker titulares al inicio de la temporada regular en 2018, junto con Najee Goode y el apoyador medio Anthony Walker Jr. Terminó su temporada como novato con 163 tacleadas combinadas (111 en solitario), ocho desvíos de pase, siete capturas y dos intercepciones en 15 juegos como titular. Registró la mayor cantidad de tacleadas entre todos los jugadores de la liga, y fue nombrado al primer equipo All-Pro junto a su compañero Quenton Nelson, también novato, marcando la segunda vez en la historia de la liga que dos compañeros novatos forman parte del equipo. Los únicos otros jugadores que lograron la hazaña fueron los miembros del Salón de la Fama Gale Sayers y Dick Butkus de los Chicago Bears en 1965. Igualmente, Leonard fue nombrado como el Novato Defensivo del Año de la NFL.
En 2019, Leonard fue elegido por primera vez al Pro Bowl. A pesar de perderse tres juegos debido a una lesión, lideró al equipo con 121 tacleadas, incluidas 71 en solitario, seis tacleadas para pérdida, cinco capturas, siete pases defendidos, cinco intercepciones y dos balones sueltos forzados. También se convirtió en el primer jugador de la NFL desde 1982 en tener más de 10 capturas y más de cinco intercepciones en sus primeros 25 juegos.
En 2020, Leonard fue nombrado por segunda vez al Pro Bowl y al primer equipo All-Pro, luego de registrar 132 tacleadas, tres capturas, siete pases defendidos, tres balones sueltos forzados y dos balones recuperados en 14 juegos.

## Estadísticas generales
|  | Seleccionado al Pro Bowl |

| Año   | Equipo | Juegos | Juegos | Tacleadas | Tacleadas | Tacleadas | Tacleadas | Intercepciones | Intercepciones | Intercepciones | Intercepciones | Intercepciones | Intercepciones | Balones sueltos | Balones sueltos | Balones sueltos | Balones sueltos |
| Año   | Equipo | GP     | GS     | Comb      | Total     | Ast       | Sck       | PDef           | Int            | Yds            | Avg            | Lng            | TDs            | FF              | FR              | Yds             | TDs             |
| ----- | ------ | ------ | ------ | --------- | --------- | --------- | --------- | -------------- | -------------- | -------------- | -------------- | -------------- | -------------- | --------------- | --------------- | --------------- | --------------- |
| 2018  | IND    | 15     | 15     | 163       | 111       | 52        | 7.0       | 8              | 2              | 38             | 19.0           | 28             | 0              | 4               | 2               | 0               | 0               |
| 2019  | IND    | 13     | 13     | 121       | 71        | 50        | 5.0       | 7              | 5              | 92             | 18.4           | 80             | 1              | 2               | 0               | --              | --              |
| 2020  | IND    | 14     | 14     | 132       | 86        | 46        | 3.0       | 7              | --             | --             | --             | --             | --             | 3               | 2               | 3               | 0               |
| Total | Total  | 42     | 42     | 416       | 268       | 148       | 15.0      | 22             | 7              | 130            | 18.6           | 80             | 1              | 9               | 4               | 3               | 0               |

Fuente: Pro-Football-Reference.com